# 栄光のハリウッド
『栄光のハリウッド』（えいこうのハリウッド、What Price Hollywood?）は、1932年のアメリカ合衆国のドラマ映画。ジョージ・キューカー監督、コンスタンス・ベネット主演。プレコード期の作品である。
後に何度もリメイクされることになるウィリアム・A・ウェルマン監督の1937年の映画『スタア誕生』の下敷きになったと言われている（詳細は後述）。

## ストーリー
女優を目指していたウェイトレスのメアリーは有名監督マックスの目に留まったことをきっかけに大スターとなり、裕福な青年と結婚する。ところが、スターとしての地位のために夫婦関係は破綻、恩人であるマックスは自らの監督生命の終わりを悟って自殺する。傷心のメアリーはハリウッドを離れ、南フランスで夫との間にもうけた子を産む。そこに、世間の噂が嘘であることをようやく知った夫がやってきてメアリーに許しを乞い、復縁を願う。こうしてメアリーは幸せを取り戻すことになる。

## キャスト
- メアリー・エヴァンス: コンスタンス・ベネット - 女優を目指しているウェイトレス。
- マクシミリアン（マックス）・ケイリー: ローウェル・シャーマン - 有名映画監督。
- ロニー・ボーデン: ニール・ハミルトン（英語版） - 裕福なポロの選手。メアリーの夫に。
- ジュリアス・サックス: グレゴリー・ラトフ（英語版） - 映画プロデューサー。
- ムートー: ブルックス・ベネディクト（英語版） - 食堂の客。
- ボニータ: ルイーズ・ビーヴァース - メアリーのメイド。
- ジェームズ: エディ・"ロチャスター"・アンダーソン（英語版） - マックスの執事。
- ニック: トーベン・マイヤー（英語版） - メアリーの勤めるレストラン「ブラウン・ダービー」のボーイ長。

## 製作

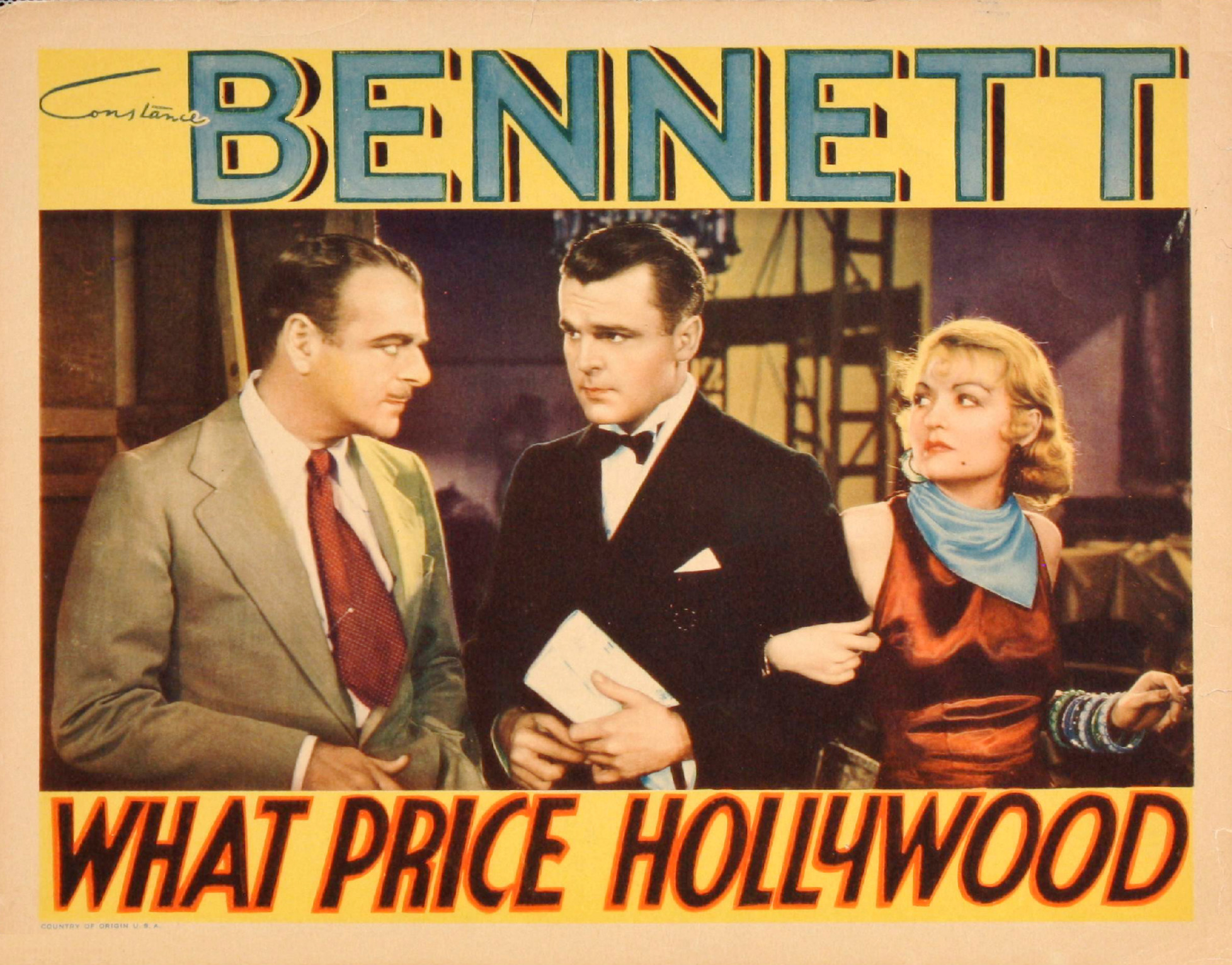
『栄光のハリウッド』のローウェル・シャーマン、ニール・ハミルトン、コンスタンス・ベネット

もともとは『The Truth About Hollywood』というタイトルであった。アディラ・ロジャース・セントジョンは女優のコリーン・ムーア、彼女の夫でアルコール依存症だったプロデューサーのジョン・マコーミック、精神障害の末に自殺した映画監督のトム・フォーマンの実話に基づいて執筆した。
プロデューサーのデヴィッド・O・セルズニックは当初主演女優にはクララ・ボウを希望していたが、RKOのニューヨーク事務所の重役はこれまでに似たプロジェクトが失敗していたために出資を躊躇していた。結局セルズニックが企画を通す頃にはボウは別の企画に移ってしまった。

## 評価と影響
RKOによるとこの映画は5万ドルの損失を出した。
ジェーン・マーフィンとアディラ・ロジャース・セントジョンはこの映画により第5回アカデミー賞原案賞にノミネートされた。
コンスタンス・ベネットはこの映画が自身の出演作の中で最高であると考えていた。
『栄光のハリウッド』の公開から4年後、セルズニックはキューカーに『スタア誕生』の監督の話を持ちかけた。そのプロットは『栄光のハリウッド』に似ていたためにキューカーは拒否した。RKOの重役は明らかに類似点があるとしてセルズニック・インターナショナル・ピクチャーズを盗作で訴えようとしたが、最終的には実行に移さなかった。キューカーは1954年版の『スタア誕生』では監督を務めた。